# الراكزة

تعديل مصدري - تعديل

الراكزة هي إحدى حارات حي المشنة بمدينة إب اليمنية، بلغ تعداد سكانها 874 نسمة حسب تعداد اليمن لعام 2004.